# 十月农村居民点 (波沃里诺区)
十月农村居民点（俄语：Октябрьское сельское поселение）是俄罗斯联邦沃罗涅日州波沃里诺区所属的一个农村居民点。其下辖有2个居民点，行政中心为十月村。据2016年统计，该农村居民点的人口为1308人。